# Meksyk na Letnich Igrzyskach Olimpijskich 1952
Meksyk na Letnich Igrzyskach Olimpijskich 1952 w Helsinkach reprezentowało 64 zawodników: 61 mężczyzn i 3 kobiety. Był to 7. start reprezentacji Meksyku na letnich igrzyskach olimpijskich.
Najmłodszym meksykańskim zawodnikiem na tych igrzyskach był 17-letni bokser, Jesús Tello, natomiast najstarszym 47-letni szermierz, Rafael Cámara. Chorążym reprezentacji podczas ceremonii otwarcia był skoczek do wody Joaquín Capilla.

## Zdobyte medale
| Medal    | Zawodnik        | Dyscyplina      | Konkurencja           | Data       |
| -------- | --------------- | --------------- | --------------------- | ---------- |
| · Srebro | Joaquín Capilla | · Skoki do wody | Wieża - 10 m mężczyzn | 1 sierpnia |